# Nikolaj Ivanov (astronomo)
Nikolaj Ivanov (in russo Николай Иванов?; fl. XX secolo) è stato un astronomo sovietico.
| 1086 Nata     | 25 agosto 1927 |
| 1118 Hanskya  | 29 agosto 1927 |
| 1224 Fantasia | 29 agosto 1927 |

Il Minor Planet Center gli accredita la scoperta di tre asteroidi, effettuate nel 1927, tutte in collaborazione con Sergej Ivanovič Beljavskij.